# Capucins (Québec)
Pour les articles homonymes, voir Capucin.
Capucins est un village de l'est du Québec situé sur la péninsule gaspésienne. Le village fait partie de la ville de Cap-Chat.

## Toponymie
Le village des Capucins emprunte son toponyme à la rivière des Grands Capucins et au ruisseau des Petits Capucins. Ces deux cours d'eau furent nommés ainsi parce qu'on y a trouvé deux rochers ayant l'allure de moines revêtus de leur bure. Aujourd'hui, ces deux rochers n'existent plus parce que l'un a été détruit par l'érosion et l'autre fut utilisé comme matériau de remplissage par un entrepreneur vers 1930. Le nom « Capucin » de l'endroit remonte avant 1754, car dans un texte écrit cette année on peut lire que les marins nomment cet endroit le Capucin.
La municipalité la partie ouest du canton de Romieu est créée en 1915, et change de nom pour Capucins en 1953.

## Histoire
La municipalité des Capucins fut créée en 1915. Elle demeura une municipalité à part entière jusqu'au 15 mars 2000 lorsqu'elle fut fusionnée à la ville de Cap-Chat. La paroisse des Capucins, Saint-Paul-des-Capucins, fut érigée canoniquement en 1875.

## Économie
L'économie des Capucins tourne principalement autour de la pêche, l'agriculture et le tourisme (villégiature, site écologique).

### Source en ligne
- Commission de toponymie du Québec